# Friend, Our Legend
Friend, Our Legend (hangul: 친구, 우리들의 전설; rr: Chingu, Urideurui Jeonseol) é uma série de televisão sul-coreana exibida pela emissora MBC TV de 27 de junho a 30 de agosto de 2009, com um total de 20 episódios. Estrelada por Hyun Bin, Kim Min-joon, Seo Do-young, Lee Si-eon e Wang Ji-hye, seu enredo é um remake / adaptação para televisão do filme recordista de bilheteria Friend (2001) de Kwak Kyung-taek.   
Para Friend, Our Legend, Kwak contou com a colaboração de dois roteiristas e de outro diretor, além disso, diferentemente do filme, acrescentou um novo personagem e realizou uma exploração mais aprofundada da vida de certos personagens, incluindo seus romances. Como no filme original, a série foi filmada inteiramente em Busan e para manter sua qualidade, foi integralmente pré-produzida antes de sua exibição, uma raridade entre os dramas coreanos.

## Enredo
Baseado em Friend, filme de 2001, Friend, Our Legend expande e reconta a história semi-autobiográfica de Kwak Kyung-taek, sobre quatro amigos de infância que crescem nas ruas difíceis de Busan nas décadas de 1970 e 1980. Quando eles entram na idade adulta, os melhores amigos Dong-soo (Hyun Bin) e Joon-seok (Kim Min-jon) se tornam inimigos e rivais no submundo das gangues da cidade.

## Elenco

### Principal
- Hyun Bin como Han Dong-soo[5][6][7][8]
- Kim Min-joon como Lee Joon-seok
- Seo Do-young como Jung Sang-taek
- Lee Si-eon como Kim Joong-ho
- Wang Ji-hye (creditada como Min Ji-hye) como Choi Jin-sook
- Bae Geu-rin como Park Sung-ae
- Jeong Yu-mi como Min Eun-ji

### De apoio
- Jung Hye-sung como Sae-ri
- Kim Dong-hyun como pai de Joon-seok
- Lee Jae-yong como Sang-gon, chefe da gangue
- Cha Do-jin (creditado como Im Sung-kyu) como "Doruko"
- Choo Min-ki como Joong-ki
- Kim Rok-kyung como "Kangaroo"
- Kim Ri-na como Do-yeon
- Kwon Jae-hyun
- Seo Gil-ja como agiota
- Kim Jong-soo como pai de Dong-soo
- Kim Yoon-sung como "Hyena"
- Noh Jun-ho
- Moon Ga-young como Jin-sook jovem
- Joo Ah
- Go In-beom
- Lee Sol-gu como Seom Pyo-joo
- Kwak Min-suk

## Trilha sonora
1. "Friend" (친구) - T.O.P e Taeyang do Big Bang
2. "Closer" - Alex do Clazziquai
3. "The Day" - Jung Dong-ha
4. 오직 그대만 - Bobby Kim
5. "노래1 (하나)" - Lee So-ra
6. "Run" - No Brain
7. "I Erase Tears" (눈물을 지워가) - Heo Young-saeng do SS501
8. "가질 수 없는 너" - Hui
9. "Open Up" - Hesh
10. "Old School Rock" - Oh Jong Hyuk
11. "Destiny" - JUST
12. "연극이 끝난 후 (Drama Ver.)" - Lee Ga-eun
13. "My Way" - Lee Da-won